# Real Fábrica de Paños de Alcoy
La Real Fábrica de Paños de Alcoy fue una organización del siglo XVIII de fabricantes textiles de Alcoy (Alicante), Comunidad Valenciana, que fabricaba el tejido empleado en los ejércitos reales del Rey Carlos IV de España. Está ubicada en la calle de Santa Rita número 21 de Alcoy, en la conocida popularmente como Casa de la Bolla.

## Historia
El documento más antiguo que se conserva sobre la Fábrica de Paños es del año 1561. Se trata de una organización oficiosa de fabricantes textiles. El documento es un acta en el que se refleja la aprobación de reglas del gremio, titulado Capitols y ordenasions del offici de perayres de la Villa de Alcoy decretats par lo Gobernador de Valensía. En este apartado se encuentran 65 capítulos donde se regula el funcionamiento del oficio textil. Asimismo también se regulaban la calidad mínimas que debía tener al producción para poder venderse con el sello de fabricada en Alcoy.
En el siglo XVIII se estableció oficialmente la "Bolla" que era una garantía que certificaba la calidad y el acabado de los géneros textiles. Fue entonces cuando cambió su nombre y pasó a ser conocida como la Casa de la Bolla. En dicho lugar se recogían muestras textiles de toda la producción para controlar su calidad. Los que eran conformes se bollaban (era así como se conocía el hecho de marcar con el sello de calidad que aseguraba su origen alcoyano).
El 8 de junio de 1800 el Rey Carlos IV de España fue cuando concedió el título de "Real" a la Fábrica de Paños en reconocimiento a que en ella se fabricaban los tejidos que utilizaban los ejércitos reales. Con este reconocimiento, los trabajadores de la Real Fábrica de Paños estaban exentos del servicio militar.
La Real Fábrica de Paños de Alcoy fundó en 1829 la primera escuela textil de enseñanza técnica: la Escuela de Bolla. Su primer director fue Gregorio Gisbert Vilaplana, diputado alcoyano en el Congreso por Valencia. En el año 1853 el Ministerio de Fomento le dio carácter  Escuela Industrial Elemental. La escuela surgió a raíz de sucesos de Alcoy de 1821, antimaquinistas. En la revolución industrial algunas ciudades vieron como las primeras máquinas desplazaron de sus puestos a algunos trabajadores y temían perder sus trabajos. La Real Fábrica de Paños impulsó la escuela al llegar a la conclusión de que sólo con una mejora del nivel cultural y de formación se podría vencer la resistencia antimaquinista de los trabajadores, y que de esta forma se les capacitaría para poder trabajar dominando ellos a las máquinas.
En el año 1886 se crea la Escuela de Artes y Oficios, que fue el precedente de la Escuela Industrial (1903). Esta escuela acabó convirtiéndose en lo que hoy en día es la Escuela Politécnica Superior de Alcoy.
En el año 1931 al proclamarse la II República Española, la Real Fábrica de Paños cambiaría su nombre para pasar a llamarse Textil Alcoyana.
El edificio posee una capilla anexa, la capilla de San Miguel construida a instancias de la Real Fábrica de Paños de Alcoy a la advocación de su patrón.

## Actualidad
Actualmente y gracias a su pasado histórico, la Agrupación Empresarial Textil Alcoyana  posee unos de los archivos textiles  más importantes de toda España. En la actualidad, esta agrupación es una corporación privada que coordina funciones industriales y facilita servicios a sus afiliados.